# Juntoku
 Juntoku, född 1197, död 1242, var regerande kejsare av Japan mellan 1210 och 1221.